# 1968 en musique
| \| • Retour à la chronologie générale de la musique populaire • \| |
| XXIe siècle • XXe siècle • XIXe siècle • XVIIIe siècle XVIIe siècle • XVIe siècle • XVe siècle • XIVe siècle XIIIe siècle • XIIe siècle • XIe siècle • Xe siècle IXe siècle • VIIIe siècle • Haut Moyen Âge • Rome • Grèce |
| • Retour à la chronologie générale de la musique populaire • |

| • Retour à la chronologie générale de la musique populaire • |

| Années de la musique populaire : 1965 - 1966 - 1967 - 1968 - 1969 - 1970 - 1971    |
| Décennies de la musique populaire : 1930 - 1940 - 1950 - 1960 - 1970 - 1980 - 1990 |

Cet article présente les faits marquants de l'année 1968 en musique.

## Événements
- 29 avril : la comédie musicale Hair est présentée pour la première fois à Broadway.
- 20 octobre : Dernier concert de Maurice Chevalier à Paris au Théâtre des Champs-Élysées.
- Robert Charlebois présente à Montréal le spectacle L'Ostidshow avec Louise Forestier, Yvon Deschamps et Mouffe.

## Disques sortis en 1968
- Albums sortis en 1968
- Singles sortis en 1968

## Succès de l'année en France (singles)

### Chansons classées Numéro 1
Cette liste présente, par ordre chronologique, tous les titres s'étant classés à la première place des ventes durant l'année 1968.
- Mireille Mathieu : La dernière valse
- David McWilliams : Days of Pearly Spencer
- The Moody Blues : Nights in White Satin
- Georgette Plana : Riquita
- Tom Jones : Delilah
- Sheila : Petite fille de français moyen
- Aphrodite's Child : Rain and Tears
- Peter Holm : Monia
- Dalida : Le temps des fleurs
- Joe Dassin : Ma bonne étoile

### Chansons francophones
Cette liste présente, par ordre alphabétique, tous les titres francophones s'étant classés parmi les 10 premières places des ventes hebdomadaires durant l'année 1968.
- Adamo : L’amour te ressemble
- Adamo : Le ruisseau de mon enfance
- Adamo : F comme Femme
- Adamo : Pauvre Verlaine
- Claude François : Comme d'habitude
- Claude François : Pardon
- Claude François : Jacques a dit
- Claude François : Avec la tête, avec le cœur
- Dalida : Si j’avais des millions
- Dalida : Le temps des fleurs
- David Christie : Julie
- David Christie : Belle
- Enrico Macias : Dès que je me réveille
- Enrico Macias : Noël à Jérusalem
- Eric Charden : Le monde est gris, le monde est bleu
- Georgette Plana : Riquita
- Georgette Plana : Zaza
- Gilles Dreu : Alouette
- Herbert Léonard : Quelque chose tient mon cœur
- Herbert Léonard : Pour être sincère
- Hugues Aufray : Adieu Monsieur le professeur
- Isabelle Aubret : La source
- Ivan Rebroff : Le temps des fleurs
- Jacques Dutronc : Il est cinq heures, Paris s'éveille
- Joe Dassin : Siffler sur la colline
- Joe Dassin : Ma bonne étoile
- Johnny Hallyday : San Francisco
- Johnny Hallyday : La ballade de Bonnie et Clyde
- Johnny Hallyday : À tout casser
- Johnny Hallyday : Entre mes mains
- Johnny Hallyday : Cours plus vite Charlie
- Les Charlots : Paulette
- Les Sunlights : Les Roses blanches
- Marie Laforêt : Que calor la vida
- Michel Polnareff : Le Bal des Laze
- Mireille Mathieu : La dernière valse
- Mireille Mathieu : J'ai gardé l'accent
- Mireille Mathieu : Una canzone
- Mireille Mathieu : Ensemble
- Nana Mouskouri : Coucouroucoucou Paloma
- Petula Clark : Dis-moi au revoir
- Pierre Perret : Tonton Cristobal
- Pierre Perret : Cuisses de mouche
- Pierre Perret : Les baisers
- Richard Anthony : Il faut croire aux étoiles
- Sheila : Le kilt
- Sheila : Quand une fille aime un garçon
- Sheila : Petite fille de français moyen
- Sheila : Long sera l’hiver
- Sylvie Vartan : Comme un garçon
- Sylvie Vartan : L’oiseau
- Sylvie Vartan : Irrésistiblement
- Sylvie Vartan : La Maritza

### Chansons non francophones
Cette liste présente, par ordre alphabétique, tous les titres non francophones s'étant classés parmi les 10 premières places des ventes hebdomadaires durant l'année 1968.
- Aphrodite’s Child : Rain and Tears
- Arthur Brown : Fire
- Barry Ryan : Eloise
- Bee Gees : Massachusetts
- Canned Heat : On the road again
- David McWilliams : Days of Pearly Spencer
- Engelbert Humperdinck : A man without love
- Mary Hopkin : Those Were the Days
- Nicole Croisille : I’ll never leave you
- Peter Holm : Monia
- Roger Whittaker : If I were a rich man
- Roland W. : Monja
- The Beatles : Hello, Goodbye
- The Beatles : Lady Madonna
- The Beatles : Hey Jude
- The Equals : Baby, come back
- The Flower Pot Men : Let’s go to San Francisco
- The Irresistibles : My year is a day
- The Moody Blues : Nights in White Satin
- Tom Jones : Delilah

## Succès internationaux de l’année
Cette liste présente, par ordre alphabétique, les trente titres et albums ayant eu le plus de succès dans les charts internationaux en 1968,.

### Singles
- 1910 Fruitgum Company : Simon Says
- Bobby Goldsboro : Honey
- Barry Ryan : Eloise
- Bee Gees : Words
- Bee Gees : I've Gotta Get a Message to You
- Crazy World of Arthur Brown : Fire
- Cream : White Room
- Engelbert Humperdinck : Quando m'innamoro
- Gary Puckett & The Union Gap : Young Girl
- Georgie Fame : Ballad of Bonnie & Clyde
- Joe Cocker : With a Little Help from My Friends
- John Fred & The Playboy Band : Judy in disguise (with glasses)
- Louis Armstrong : What a Wonderful World
- Manfred Mann : Mighty Quinn
- Mary Hopkin : Those Were the Days
- Marvin Gaye : I Heard It Through the Grapevine
- Merrilee Rush : Angel of the Morning
- Ohio Express : Yummy Yummy Yummy
- Otis Redding : (Sittin' On) The Dock of the Bay
- Paul Mauriat : Love is Blue (L'amour est bleu)
- Simon & Garfunkel : Mrs. Robinson
- Steppenwolf : Born to Be Wild
- The Beatles : Hey Jude
- The Beatles : Lady Madonna
- The Beatles : Revolution
- The Lemon Pipers : Green Tambourine
- The Rolling Stones : Jumpin' Jack Flash
- Tom Jones : Delilah
- Tom Jones : Help Yourself
- Tommy James & the Shondells : Mony Mony

### Albums
- Aretha Franklin : Lady Soul
- Aretha Franklin : Aretha Now
- Big Brother and the Holding Company : Cheap Thrills
- Blood, Sweat and Tears : Child is Father to the Man
- Bob Dylan : John Wesley Harding
- Cream : Wheels of Fire
- Diana Ross & The Supremes : Greatest hits
- Engelbert Humperdinck : A man without love
- Ennio Morricone : Le Bon, la Brute et le Truand
- Glen Campbell : Wichita lineman
- Herb Alpert : The Beat of the Brass
- Jimi Hendrix : Electric Ladyland
- Jimi Hendrix : Smash Hits
- Johnny Cash : At Folsom Prison
- Jose Feliciano : Feliciano
- Leonard Cohen : Songs of Leonard Cohen
- Otis Redding : Dock of the Bay
- Paul Mauriat : Blooming hits
- Simon & Garfunkel : The Graduate
- Simon & Garfunkel : Bookends
- The Band : Music from Big Pink
- The Beatles : The Beatles
- The Beatles : Magical Mystery Tour
- The Byrds : Sweetheart of the Rodeo
- The Doors : Waiting for the Sun
- The Moody Blues : Days of Future Passed
- The Mothers of Invention : We're Only in It for the Money
- The Rolling Stones : Beggars Banquet
- The Rolling Stones : Their Satanic Majesties Request
- Van Morrison : Astral Weeks

## Récompenses
- États-Unis : 11e cérémonie des Grammy Awards
- Europe : Concours Eurovision de la chanson 1968

## Formations de groupes
- Groupe de musique formé en 1968

## Naissances
- 1er janvier : Francesca Alotta, chanteuse italienne.
- 15 février : Axelle Red, chanteuse belge
- 15 mars : Sabrina Salerno, chanteuse et actrice italienne
- 30 mars : Céline Dion, chanteuse québécoise
- 28 mai : Kylie Minogue, chanteuse australienne
- 8 septembre : Ray Wilson, chanteur écossais, troisième chanteur de Genesis.
- 17 septembre : Anastacia, chanteuse américaine
- 10 novembre : Ishtar, chanteuse israélienne
- 12 décembre : Danny Boy O'Connor, rappeur américain, membre de House of Pain

## Décès
- 31 mars : Skeets McDonald, chanteur de country et rockabilly américain.
- 27 mai : Little Willie John, chanteur de rhythm and blues américain.
- 1er décembre : Dario Moreno, chanteur d'opérette et acteur turc.